# Социальное предпринимательство в Великобритании

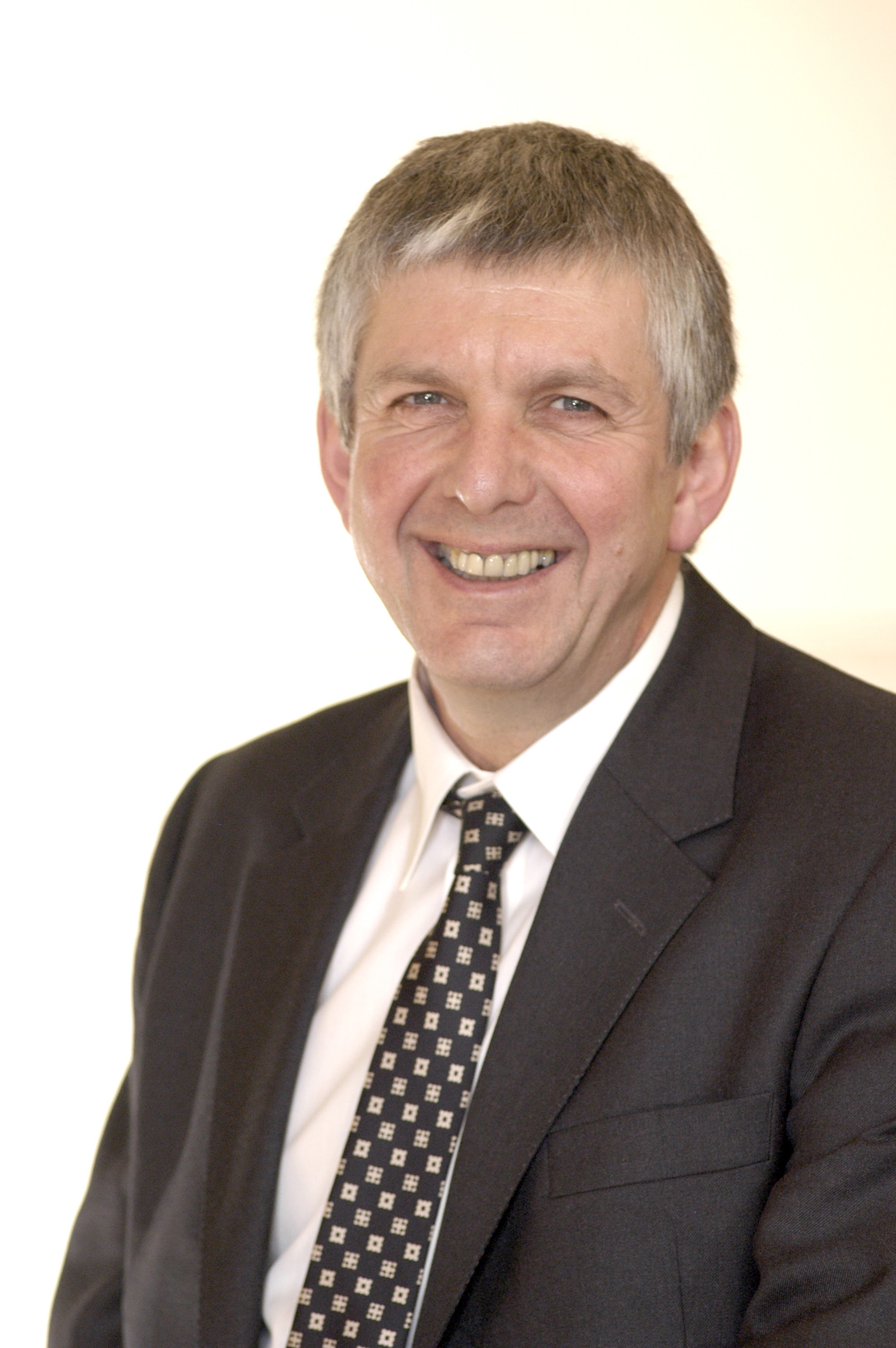
Дей Пауэлл – генеральный директор одного из крупнейших предприятий Великобритании в сфере автоперевозок HCT Group, которое позиционирует себя как социальное

Практически начало социальному предпринимательству в Великобритании положила программа развития, разработанная Министерством торговли и промышленности. Она была опубликована в 2002 году.  С тех пор социальное предпринимательство в стране динамично развивается, однако оно не имеет единой правовой модели. Подобный статус могут присвоить самым разным компаниям, для которых предусмотрены определённые льготы, государственные гарантии и инвестиции. Согласно официальной формулировке, социальные предприятия преимущественно реинвестируют доходы в свой бизнес или тратят на нужды организации, при этом целью компании является решение социальных проблем.

## История социального предпринимательства в Великобритании
В Великобритании термин «социальное предпринимательство» впервые был употреблён предпринимателем Фриром Спрекли в 1978 году. А в 1981 году это понятие использовали в статье Бичвудского колледжа «Социальный аудит – механизмы управления кооперативами». 

В марте 1997 года в стране появились первые организации поддержки социальных предпринимателей. 
В 2012 году Дэвид Кэмерон официально учредил компанию, осуществляющую «оптовые» социальные инвестиции – Big Society Capital. Её первоначальный капитал составил 600 миллионов фунтов стерлингов. Эти средства компания реализует на решение социальных проблем и вкладывает в развитие социальных предприятий и благотворительных организаций.

## Теоретическая база
Фрир Спрекли социальными называл предприятия, в которых «труд нанимает капитал» для социальной, экологической и финансовой выгоды («несоциальные» предприятия, по словам Спрекли, живут по обратным законам – «капитал покупает труд»). Позднее эти социальные принципы были реформированы созданием Концепции тройного критерия. 
Социальное предпринимательство понимается в Великобритании как особый вид торговой деятельности, которую могут вести различные по своему устройству компании. Но при этом выделяются важные характеристики:
- ориентация на самоокупаемость;
- социальные цели;
- социальная ответственность, которая подразумевает, что организация управляется группой заинтересованных лиц, распределение прибыли проводится равномерно среди участников или же доход реинвестируется в развитие компании.

Каждые два года в стране производится подсчёт социальных предприятий.

## Законодательная база

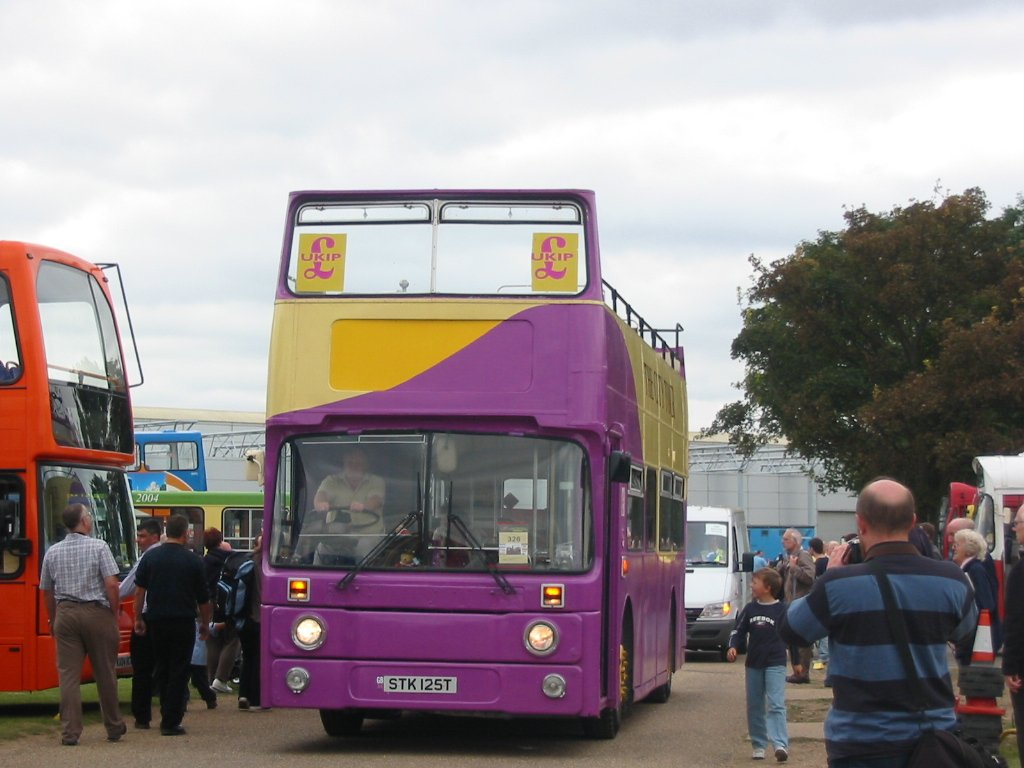
Социальное предпринимательство в Великобритании рассматривается под широким углом. Например политическая Партия независимости Соединённого Королевства по своей структуре относится к компаниям, которые при определённой направленности могут считаться социальными

В 2002 году британское правительство выступило с инициативой разработать единую стратегию развития социального предпринимательства. Под руководством Министерства торговли и промышленности было создано объединение социальных предпринимателей (SEnU), первоначально включавшее лишь таковых из Уэльса и Англии. Этим документом расширялся список предприятий, подпадавших под понятие социальных. Если раньше термин применялся к частным компаниям с ответственностью, ограниченной гарантиями и производственно-сберегательным обществам, то в настоящее время к социальному предпринимательству в Великобритании могут иметь отношение самые разные организации – благотворительные, общественные, кредитные союзы, Фонды трудовой собственности, кооперативы, организации развития, жилищные ассоциации, социальные фирмы, досуговые организации. Также действуют по стране компании интересов сообщества (CIC), эта форма введена в 2005 году. В течение 10 лет около 10 000 предприятий зарегистрировались как компании интересов сообщества. Любое предприятие может пройти перерегистрацию и получить такой статус. Часто в качестве новых компаний интересов сообщества после изменений в уставе заявляют о себе частные компании с ответственностью, ограниченной гарантиями (к ним относятся студенческие объединения, спортивные ассоциации, некоторые кооперативы и даже политические партии, в частности Партия независимости Соединённого Королевства). В отличие от них производственно-сберегательные общества, как правило, создаются при наличии уставного капитала. Члены производственно-сберегательных обществ поровну делят между собой убытки и доходы. 

## Государственная и общественная поддержка
В 1998 году в Великобритании появилась первая организация, занимающаяся поддержкой социальных предпринимателей - Social Enterprise London. Её появление стало результатом сотрудничества различных кооперативов и государственных органов. Организация не только помогала новым предприятиями финансово и оказывала им поддержку в правовых вопросах, но и при её поддержке в Университете Восточного Лондона начали готовить специалистов в сфере социального предпринимательства. Также начался выпуск специализированного журнала. Со временем организация вышла на международный уровень, а её представители появились во Вьетнаме, Южной Корее и Хорватии. Позже появилась компания Social Enterprise UK (SEUK), объединившая социальных предпринимателей всей страны. Появились и локальные организации, ставшие естественными правопреемниками Social Enterprise London, например Social Enterprise East Midlands, ориентированные на конкретные регионы Великобритании. 
Можно назвать четыре основных банковских организации, кредитующих социальных предпринимателей. Это Triodos Bank, Charity Bank, Unity Trust Bank и Futurebuilders England. Последний из перечисленных – официальный фонд кредитования при правительстве Великобритании, оказывающий поддержку организациям, нацеленным на контракты с государственными учреждениями. Компания финансирует несколько менее крупных правительственных фондов поддержки социальных предпринимателей при Министерстве здравоохранения, секретариате Кабинета Министров и Министерстве по делам общин и местного самоуправления. 

## Вклад в экономику
Согласно опросам 2004 года, в Великобритании было зарегистрировано 15 000 социальных предприятий, что составляло 1,2 % от общего числа всех предприятий, со средним оборотом 285 000 фунтов стерлингов в год и с общим годовым оборотом в 18 миллиардов фунтов стерлингов. Они давали работу 450 000 человек и 300 000 предоставляли площадку для добровольческой деятельности.  В 2006, по информации правительства, в стране действовало уже 55 000 социальных предприятий (5 %), а по данным 2013 года их насчитывалось около 70 000, а вклад в экономику равнялся приблизительно 24-м миллиардам в год. Некоторые исследователи оценивают их вклад гораздо выше, полагая, что бюджету они приносят почти 100 миллиардов ежегодно.

## Практика

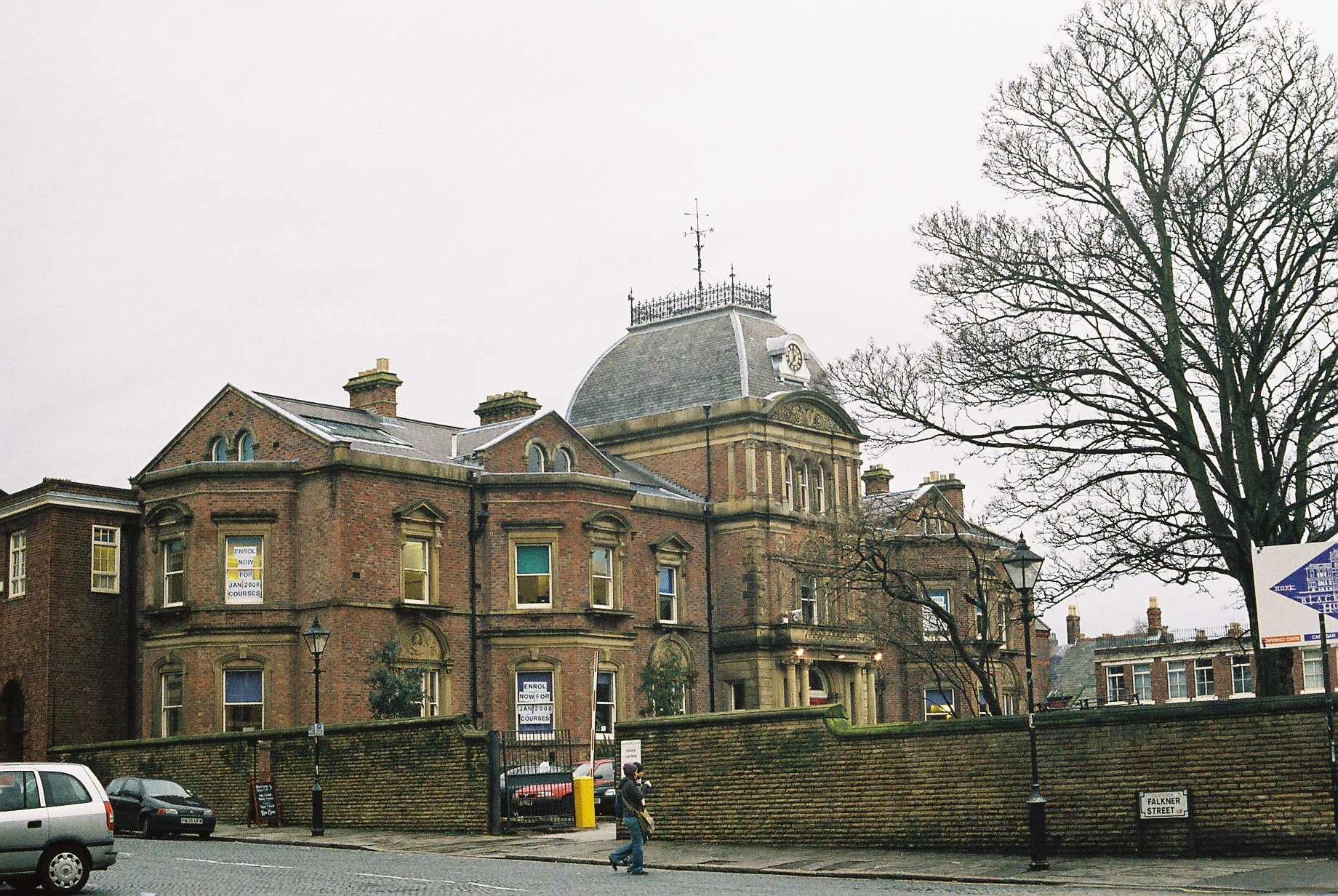
В Blackburne House в Ливерпуле учатся женщины, в том числе из неблагополучных семей, за счёт кафе и предприятий, расположенных в здании

### Англия
В 1984 году британский общественный и религиозный деятель, капеллан Объединённой Реформатской церкви, Эндрю Мосон с целью преобразования местных территорий и сообществ основал и возглавил расположенный в лондонском Ист-Энде «Бромли-бай-Боу-Центр», действующий по принципам социального предпринимательства. Позднее Мосон учредил целый ряд организаций, компаний и проектов, совмещающих предпринимательство с решением социальных проблем, а также компанию «Эндрю Мосон и партнёры» (англ. Andrew Mawson Partnerships), распространяющую его опыт. За свои заслуги в социальной сфере в 2000 году Мосон был отмечен Орденом Британской империи (OBE), а в 2007 — пожизненным пэрством с титулом барона, и вошёл в Палату лордов. Книга Мосона «Социальный предприниматель» (англ. The Social Entrepreneur: Making Communities Work, 2008), представляющая собой практическое руководство, стала бестселлером.
Blackburne House в Ливерпуле когда-то был школой для девочек, но в 1994 году на его базе открыли учебно-ресурсный центр для женщин. В здании работает кафе, небольшой детский сад, конференц-зал, компания графического дизайна, на их доходы женский центр и существует. В нём обучаются местные жительницы.